# Michael Apted
Michael David Apted (ur. 10 lutego 1941 w Aylesbury, zm. 7 stycznia 2021 w Los Angeles) – brytyjski reżyser, producent filmowy, scenarzysta i aktor. Od 2003 prezydent Amerykańskiej Gildii Reżyserów Filmowych (Directors Guild of America).

## Życiorys
Urodził się w Aylesbury w hrabstwie Buckinghamshire jako syn Frances Amelii (z domu Thomas) i Ronalda Williama Apteda. Uczęszczał do City of London School. Jego ojciec pracował w firmie ubezpieczeniowej. Studiował prawo i historię w Downing College na Cambridge University.
Swoją karierę rozpoczął od pracy w telewizji – odbył staż w Granada Television, gdzie początkowo był researcherem, później reporterem śledczym programu ITV World in Action (1964). Jednym z pierwszych projektów, przy którym pracował, był dokumentalny film krótkometrażowy Seven Up! (1964), którego producentem i współreżyserem był Paul Almond. Jego bohaterami były siedmiolatki z różnych grup społecznych Londynu, które opowiadały o sobie, swoich marzeniach, przemyśleniach. Apted wyszukiwał dzieci, które miały wziąć udział w projekcie. Po siedmiu latach wrócił do bohaterów tego filmu i nakręcił z nimi wywiady. Wracał do nich regularnie co siedem lat, tworząc w ten sposób serię Up, która stała się jego sztandarową produkcją.
W wieku 22 lat został zatrudniony za wynagrodzeniem jako reżyser w BBC, pracując przy popularnej operze mydlanej Coronation Street (1967), gdzie zrealizował 24 odcinki. Jego pierwszy pełnometrażowy film fabularny to dramat The Triple Echo (1972), oparty na powieści H.E. Batesa z Glendą Jackson, Brianem Deaconem i Oliverem Reedem, a sceny filmu kręcone były w Wiltshire. Następnie wyreżyserował dwa filmy, których producentem był David Puttnam – Stardust (1974) z Davidem Essexem i Trick or Treat (1975) z Biancą Jagger. Po realizacji dreszczowca gangsterskiego Szantaż (The Squeeze, 1977) ze Stacym Keachem, podjął się reżyserii dramatu kryminalnego Agata (1979) z udziałem Vanessy Redgrave w roli Agathy Christie.
Od 1980 zamieszkał w Stanach Zjednoczonych.
Laureat wielu nagród na festiwalach filmowych. Dwukrotnie nominowany do Oscara: w 1980 za Córkę górnika, w 1988 za Goryle we mgle.

## Filmografia
jako reżyser
- Opowieści z Narnii: Podróż Wędrowca do Świtu – 2010
- Black Autumn – 2007
- Being Married 2 – 2006 (dokument, kontynuacja filmu Married in America)
- What about Brian – 2006 (serial TV, jeden odcinek)
- Głos wolności (Amazing Grace) – 2006
- Rzym (Rome) – 2005–2007(serial TV, trzy odcinki)
- Wiek: 49 lat (49 Up) – 2005 (dokument)
- Blind Justice – 2005 (serial TV, jeden odcinek)
- Nigdy więcej – 2002
- Married in America – 2002 (dokument)
- Lipstick – 2002
- Enigma – 2001
- Świat to za mało (The World is Not Enough) 1999
- Nathan Dixon – 1999
- Me & Isaac Newton – 1999 (dokument)
- Zawsze na dnie (Always Outnumbered) – 1998
- 42 (Forty Two Up) – 1998 (dokument)
- Inspirations – 1997
- Krytyczna terapia (Extreme Measures) – 1996
- New York News – 1995 (serial TV)
- Blink – 1994
- Nell – 1994
- Moving the Mountain – 1994
- Incydent w Oglala (Incident at Oglala) – 1992
- Crossroads – 1992 (serial TV)
- Na rozkas serca (Thunderheart) – 1992
- My life and Times – 1991 (serial TV)
- Precedensowa sprawa (Class Action) – 1991
- 35 Up – 1991
- Goryle we mgle (Gorillas in the Mist) – 1988
- Stan krytyczny (Critical Condition) – 1987
- Haunted: Poor Girl – 1986
- 28 Up – 1985(dokument)
- Bring on the Night – 1985 (dokument muzyczny)
- Firstborn – 1984
- P’tang, Yang, Kipperbang – 1988
- Park Gorkiego (Gorky Park) – 1983
- Przez kontynent (Continental Drive) – 1981
- Córka górnika (Coal Miner's Daughter) – 1980
- Agata (Agatha) – 1979
- Stronger Than the Sun – 1977
- 21 – 1977 (dokument)
- The Squeeze – 1977
- Stardust – 1974
- Black and Blue – 1974 (serial TV, jeden odcinek)
- Jack Point – 1973
- High Kampf – 1973
- The Triple Echo – 1972
- Buggins’ Ermine – 1972
- Another Sunday and Sweet F.A. – 1972
- Joy – 1972
- The Reporters – 1972
- Play for Today – 1972–1977(serial TV, sześć odcinków)
- The Lovers – 1970–1972(serial TV)
- 7 Plus Seven – 1970 (dokument)
- Big Breadwinner Hof – 1969 (serial TV)
- The Dustbinmen – 1969–1970 (serial TV, jeden odcinek)
- Your Name’s Not God, It’s Edgar – 1968
- There’s a Hole in Your Dustbin, Delilah – 1968
- Murder: a Professional Job – 1968
- Haunted – 1967 (serial TV)
- Thirty Minute Theatre – 1965–1973
- World in Action – 1963 (serial TV)
- Coronation Street – 1960 (serial TV)

## Nagrody
- 2006 – nagroda Stowarzyszenia Reżyserów Amerykańskich za wyjątkowe osiągnięcia reżyserskie za serial Rzym
- 2001 – nagroda dla najlepszego filmu w kategorii: nauka i technologia na Hapmtons International Film Festiwal za Enigmę
- 2000 – specjalna nagroda jury festiwalu filmowego na Florydzie dla najlepszego filmu dokumentalnego za Me & Isaac Newton
- 1999 – nagroda Silver Spire na Międzynarodowym Festiwalu Filmowym w San Francisco w kategorii Television-Drama-Television Feature za Zawsze na dnie
- 1998 – nagroda na DoubleTake Documentary Film Festival za całokształt twórczości
- 1995 – nagroda jury ekumenicznego na Międzynarodowym Festiwalu Filmowym w Berlinie za Moving the Mountain
- 1994 – nagroda dla najlepszego pełnometrażowego filmu dokumentalnego na Międzynarodowym Festiwalu Filmowym w Vancouver za Moving the Mountain
- 1992 – nagroda Flaherty Documentary Award BAFTy za 35 Up
- 1987 – nagroda Grammy za najlepszy pełnometrażowy film muzyczny za Bring on te Night
- 1985 – nagroda International Documentary Association za 28 Up
- 1985 – nagroda RTS Television Award od brytyjskiego Royal Television Society dla najbardziej oryginalnego programu za 28 Up
- 1974 – BAFTA TV AWARD za pierwszoplanową rolę w Play for Today: Kisses at Fifty